# Игровой клан

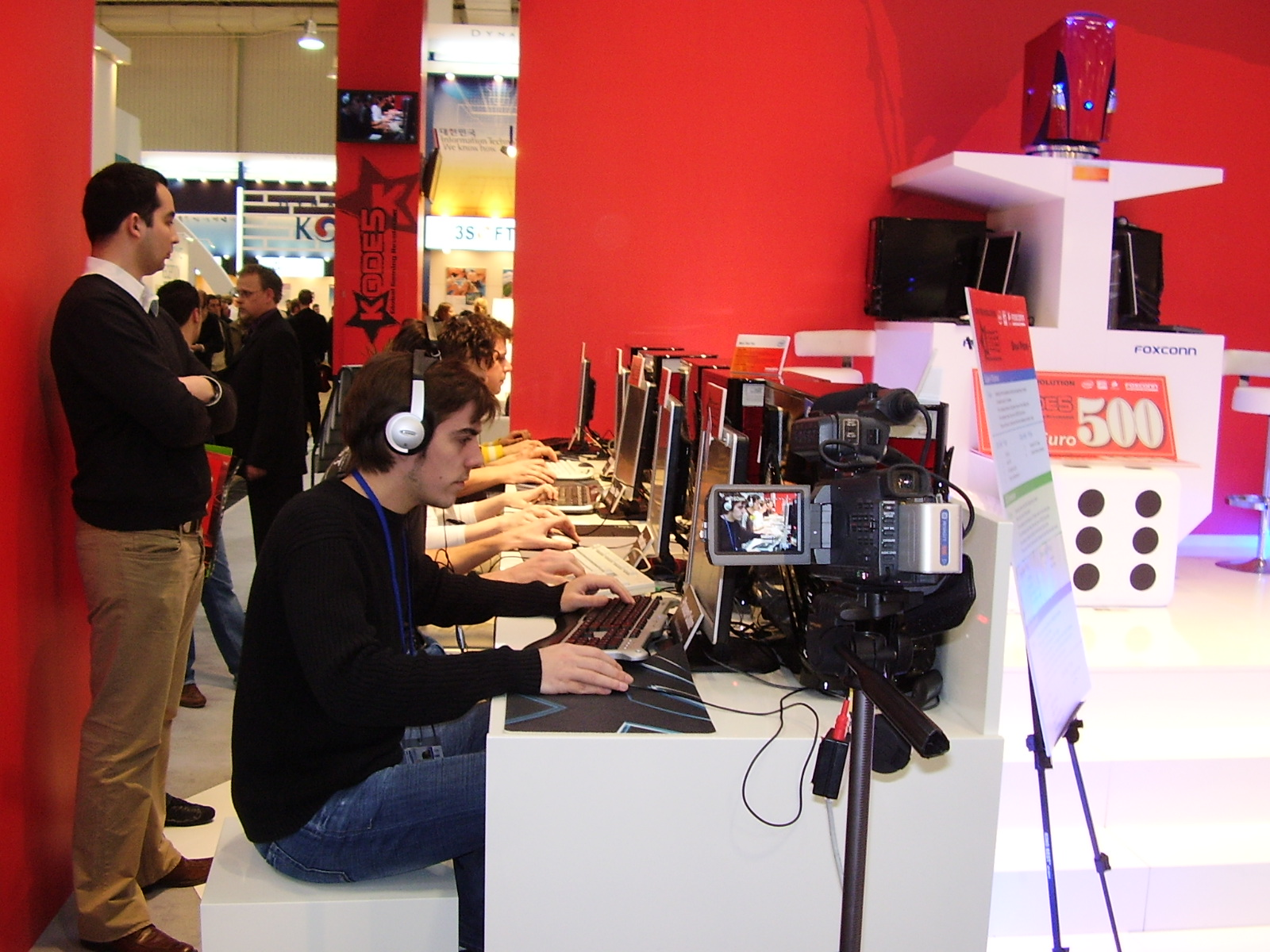
Киберспортивный матч (кланвар) между двумя кланами Counter-Strike 1.6 на CeBit 2006

Игровой клан — вид сообщества, группа людей, играющих в многопользовательскую игру в одной команде. В сетевых играх используются названия «клан» или «гильдия», а в играх с «живым» взаимодействием игроков — «команда», но самое распространённое название — «клан». Иногда встречается название «альянс».
Игровой клан — один из видов социальной деятельности в онлайн-играх. Игровые кланы представляют собой модель социальных отношений в реальной жизни.

## Описание
Кланы в процессе какой-либо игры создаются на основе знакомств игроков друг с другом. Первоначальное ядро обычно состоит из нескольких человек. Вождём клана становится лидер этого ядра. Если клан впоследствии разрастается до сотен игроков, никто не оспаривает сложившуюся систему власти. Переизбрание вождя не проводится. Основные решения принимает вождь клана. Ресурсы внутри клана перераспределяются свободно. По мнению главного редактора журнала «Лучшие компьютерные игры» Ричарда П. Смита (Андрея Ленского), в кланах царит игровой коммунизм и подобие семейных отношений. При попытке объединения кланов часто возникают конфликты между вождями по поводу лидерства в новом союзе, поэтому кланы редко идут на постоянный союз, но охотно объединяются для достижения временных целей. Клан как вид сообщества отвергает формальные взаимоотношения в пользу личных и сложившихся в силу традиций, что отличает его от государственного механизма. Попытка клана доминировать в игре может встретить скоординированное сопротивление остальных кланов, что делает маловероятной абсолютную диктатуру одного клана.
Клановое движение имеет свои достоинства и недостатки. С одной стороны, складываются сильные и сплочённые команды, с другой — в играх с развитой клановой системой игрокам-одиночкам очень тяжело выжить без присоединения к клану.
Внутри кланов (другое название — гильдии) многопользовательских ролевых онлайн-игр существует своя иерархия: мастер — создатель клана, выполняющий функцию управления; маршал — заместитель мастера, имеющий также право принимать или исключать игроков из клана, и офицеры клана — самые опытные игроки, которые следят за порядком, организовывают прохождение квестов и ищут новых участников для клана. Численность кланов колеблется от 8-10 до нескольких сотен игроков. Внутри кланов формируются социальные структуры со своим этикетом, правилами поведения и даже системой речевых кодов.
В некоторых играх кланы классифицируют по профессиональной сфере: боевые кланы, торговые кланы и ремесленные кланы. В других играх возможно совмещение профессиональных функций в одном клане. Автор журнала «Лучшие компьютерные игры» Алексей Шуньков (Stager) предлагает классифицировать кланы по их целям: одни играют для удовольствия, другие — на результат.
Авторы статьи «Исследование потребительских предпочтений пользователей многопользовательских компьютерных игр на основе применения пассионарной теории этногенеза Л. Н. Гумилёва» В. Бондаренко и М. Попов выделяют следующие причины возникновения игровых кланов (также: союзов, корпораций или альянсов):
- Рациональный — для коллективного противостояния более мощным объединениям и союзам. Встречается в виртуальных мирах многопользовательских онлайн-игр в жанре стратегии (My Lands, Clash of Kings, Clash of Clans).
- Утилитарный — для получения дополнительной бонусов в результате коллективной игры. Встречается в World of Warcraft и Aion.
- Психологический — для реализации социальной потребности игроков быть членами коллектива и опираться на авторитет. Формируются вокруг популярных киберспортсменов или знаменитых стримеров (танковая академия Джова).
- Временный — создаются для выполнения определённых, конкретных задач, после чего распадаются. Встречаются в различных играх: рейды в World of Warcraft, союзы (не путать с кланами) в My Lands и динамические отряды в World of Tanks.

По наблюдению журнала «Лучшие компьютерные игры», среди российских игроков принято сохранять национальную самоидентификацию, в то время как, к примеру, испанцы больше внимания уделяют отыгрыванию реалий вымышленных миров. В контексте отыгрывания рассматривает организацию кланов в RPG и научный сотрудник НИО «Информкультура» Т. Н. Суханова. По мнению Ричарда П. Смита, некоторые кланы имеют внеигровой характер: целями в мире игры в таких случаях являются увеличение своей численности, усиление бойцов и манчкинизм — подобные действия не несут ролевой нагрузки (отсутствуют чёткие игровые функции), название и атрибутика кланов не связана с игровыми реалиями.
Для создателей онлайн-игр кланы предоставляют следующие возможности:
- Расширение ассортимента виртуальных благ благодаря появлению товаров и услуг коллективного пользования как для руководителей кланов, так и для всего клана в целом (например, в многопользовательской компьютерной игре My Lands существует возможность приобрести клановый замок).
- Удовлетворение социальных и психологических потребностей игроков быть частью команды.
- Увеличение потребления виртуальных благ за счёт совершенствования ассортимента игры[10].

Для успешного функционирования клановой системы игра должна иметь признаки и возможности реального конфликта (отбирание ресурсов у проигравшей стороны, расширение территории победителей). Вероятным направлением развития клановой системы называют ведение в играх организованной войны — войны, которая ведётся в соответствии с планом и под командой (как в реальности) или ролевой стратегии с вождением групп. Также предлагают создавать объединения с чёткой игровой функцией (шериф и стража, барон с дружиной, шайка разбойников), для вступления в такие кланы надо будет не договариваться с вождём, а регулярно производить определённые сюжетные действия по функции игрового объединения (поимка преступников, защита замка, грабёж).
Самым успешным игровым кланом в мире называют SK Gaming. Это первый игровой клан, который стал подписывать контракты с игроками, наподобие футбольных клубов. Также он стал первым игровым кланом, продавшим игрока Ола «element» Моум (Ola Moum) другому клану (Team NoA) в 2004 г.
Существуют кланы, одновременно функционирующие в нескольких играх (например, SK-Gaming с подразделениями в 12 играх и Natus Vincere с подразделениями в 14 играх).
В апреле 2006 года семь известных киберспортивных организаций 4 Kings (Великобритания), Made in Brazil (Бразилия), MouseSports (Германия), Team 3D (США), Fnatic (Великобритания), Ninjas in Pyjamas (Швеция) и SK Gaming (Германия) создали ассоциацию G7 Teams.

## World of Tanks
Примером многопользовательской игры с развитой системой командного взаимодействия может служить World of Tanks. Помимо индивидуальных боёв, боёв взводами и ротами, в World of Tanks существует возможность создания игровых кланов, а сами кланы являются логическим развитием и пиком эволюции командных боёв и, в свою очередь, формируют клановые коалиции (объединения более высокого по сравнению с кланами порядка) из союзников.
На момент онлайн-релиза в игре был возможен только вход в бой взводами до трёх танков либо тренировочные бои. В версии 0.6.2 были введены ротные бои 15 на 15 человек; патч 0.6.2.8 ввёл в игру кланы и межклановые бои за территории на глобальной карте, называющиеся в игре «Мировая война». Также в игре существовал режим командных боев 7 на 7 игроков, который был отключён в версии игры 1.6.
Для ведения клановых боев в режиме «Мировая война» предназначена глобальная карта, включающая Европу, части Азии, Северной Африки, Северной Америки и всю территорию России. Сама карта разделена на несколько зон (провинций) влияния, за контроль над которыми и происходят сражения между кланами. Для провинций существует возможность их захвата, удержания под своим контролем или перехода в результате боёв к другому клану.
Новый клан, желающий вступить в бои за территорию, должен подать заявку на десантирование в одной из множества доступных для этого зон, после чего ему предстоит турнир на выбывание от 1/32 до финала, в котором нападающий клан должен будет сражаться с с действующим обладателем зоны. Чем больше территорий будет находиться под контролем клана, тем больше игровых преимуществ он получает. За владение территорией в казну клана поступает более ценная внутриигровая валюта — «золото», обычно покупаемая за реальные деньги. В зависимости от географического положения и исторического наследия провинции клан получает от нее от нескольких десятков до нескольких тысяч ежедневно. Также количество «золота», получаемого с территории, растёт с её отдалением от зоны десантирования и доходит до 4560 единиц в сутки, тогда как в зоне десанта в сутки кланы получают только 240 единиц. Полученным в боях «золотом» распоряжается командир, заместитель командира и казначей клана, которые распределяют его между участниками клана.
Наличие множества врагов и опасность нападений со всех сторон побуждает кланы заключать союзы с обязательством взаимного ненападения на провинции друг друга. Это позволяет кланам вывести войска из находящихся на границе с союзниками провинций, сосредоточить их для боёв за остальные провинции и снизить общую частоту боёв. Однако в условиях отсутствия официального механизма заключения союза (например, технической невозможности напасть на союзника до открытого расторжения договора) некоторые коалиции заканчиваются предательскими ударами в спину, но другие оказываются устойчивыми и существуют на постоянной основе с момента появления мировой карты.
С патчем 0.6.4 глобальная карта была расширена примерно до 800 провинций за счёт добавления Северной Африки, Ближнего Востока и всей территории СССР. В дальнейшем карта будет продолжать расширяться за счёт остальной части мира вплоть до Антарктиды.
Игрок, состоящий в клане, получает приписку (тег) клана в конце никнейма и доступ к отдельному внутриигровому каналу текстового общения между членами клана. Также в кланах существуют специальные чаты текстового общения для координации боевых действий.
Для клановой борьбы World of Tanks характерна очень высокая степень конкуренции. Например, по состоянию на январь 2014 года из 105 тысяч существующих в игре кланов только 985 кланов (0,9 % от всех кланов) имели очки победы клана и только 122 клана (0,1 % от всех кланов) владели провинциями (всего 479) на глобальной карте. Во владевших провинциями игровых кланах состояло около 11 тысяч игроков.

## Dawn of Titans
А. Атласкиров рассматривает игру Dawn of Titans как пример долгосрочных игровых взаимоотношений внутри игровых кланов. Сам игровой мир разделён между множеством соперничающих за ограниченные ресурсы кланов, которые активно развиваются, исчезают и соревнуются. Кланы могут объединяться в союзы для достижения определённых целей, например завоевания ресурсов или обеспечения совместной безопасности.
Для многих людей деятельность в игровых кланах становится важнее реальной жизни.

«Играю тут уже 2 года, подружился со многими людьми, многие стали моими постоянными противниками. Не трачу деньги в этой игре, поэтому приходится тратить на нее время. Провожу в игре где-то 2-3 часа. В период войн бывает, что всю ночь играю».
— Интервью члена игрового клана

«Я лидер клана. На мне висит ответственность за других участников. Свои замки мы развиваем годами. Лично я два года тут играю. Многие вложили немалые деньги в развитие. На нас могут напасть и разграбить ресурсы, и мне необходимо защищать и наставлять более слабых партнеров. Оставить все это было бы для меня безответственно».
— Интервью лидера игрового клана
Согласно опросу А. Атласкирова, проводившему тестирование среди 50-ти наиболее опытных игроков своих кланов из 8 стран с трёх материков, были получены следующие данные: большинство (36 из 50) членов игровых кланов — молодёжь до 30 лет (самым возрастным участником был 37-летний человек из Белоруссии); профессиональный состав многообразен (преподаватели, архитекторы, охранники, продавцы). Также вопреки распространённому мнению об участниках игровых кланов как незанятых людях без обязательств, многие участники кланов оказались работающими людьми с семьями и детьми.
Автор выделяет следующие особенности игровых кланов данной игры.
Во-первых, существует несколько типов игровых кланов в зависимости от размера, влиятельности и системы управления. В демократических кланах решения принимаются коллегиально, а лидеры клана определяются на выборной основе. В авторитарных кланах лидер (обычно самый сильный игрок) единолично принимает решения, а несогласных с его политикой рядовых участников клана подвергает санкциям — вплоть до исключения из клана. В авторитарных кланах иногда происходят революции с выходом недовольных рядовых участников из клана. Согласно опросам, целью создания авторитарного клана является стремление лидера ощущать свою значимость в виртуальном мире, которого он лишён в реальном.

«Я чувствую свою значимость в этой игре. В реальной жизни, если со мной что-нибудь произойдет, то вряд ли кому-нибудь это будет интересно. Здесь я глава клана. Веду переговоры с другими кланами, решаю быть войне или же быть миру (клан авторитарного типа). Вот недавно я заполучил очень сильного титана. В этой игре я живу, в реальной жизни просто существую».
— Интервью лидера игрового клана
Однако тоталитарные и авторитарные кланы составляют меньшинство игровых кланов, чаще всего в них встречается демократическая форма правления. Причиной преимущественно демократического характера игровых кланов является повышенная, по сравнению с реальным миром, социальная мобильность игрового пространства, позволяющая создавать кланы, вступать и выходить из кланов в два клика мыши, что обуславливает природную стихийную «низовую» самоорганизацию игровых кланов. Демократические кланы формируются преимущественно путём самоорганизации обычных игроков, а взаимоотношения внутри них основаны на придуманных самими участниками правилах общения (вместо навязываемых правил в диктаторских кланах). При этом целью построения игрового клана заявляется создание идеального общества, которое невозможно построить в реальном мире.

«В этой игре уже год. Здесь я создал свой мир. Мои клан живет по правилам, которые мы выработали сообща. У нас тут настоящая демократия, а не та, о которой нам говорят».
— Интервью члена игрового клана
Во-вторых, существует возможность ускоренной «прокачки» игрового персонажа за деньги. Это приводит к социальному расслоению игрового клана, когда самые богатые в реальном мире игроки становятся одновременно и самыми сильными персонажами в виртуальном игровом клане. Одновременно кланы с самыми богатыми игроками чаще выигрывают состязания, что усиливает неравенство между богатыми и бедными кланами.
В-третьих, в некоторых кланах присутствует расслоение по этническому признаку: существуют отдельно русские кланы, французские кланы, американские и так далее. Также наблюдается определённое расслоение по гендерному признаку: встречаются кланы, состоящие только из мужчин или только из женщин, а в смешанных кланах самыми прокачанными игроками обычно являются мужчины (из 50 самых сильных игроков кланов только 4 оказались девушками).